# San Rafael (departement)
San Rafael is een departement in de Argentijnse provincie Mendoza. Het departement (Spaans:  departamento) heeft een oppervlakte van 31.235 km² en telt 173.571 inwoners.

## Plaatsen in departement San Rafael
- Cañada Seca_Salto de la Rosas
- Cuadro Benegas
- Cuadro Nacional
- El Cerrito
- El Nihuil
- El Sosneado
- Goudge
- Jaime Prats
- La Llave
- Las Malvinas
- Las Paredes
- Monte Comán
- Punta de Agua
- Rama Caída
- Real del Padre
- San Rafael
- Veinticinco de Mayo
- Villa Atuel